# Semiothisa infectata
Semiothisa infectata là một loài bướm đêm trong họ Geometridae.